# 겉보기엔 멀쩡한 남자
《겉보기엔 멀쩡한 남자》(영어: Good on Paper)는 2021년 넷플릭스에서 방영한 미국의 코미디 영화이다.

## 출연

### 주연
- 일라이자 슐레징거 : 앤드리아 역
- 라이언 한센 : 데니스 역
- 레베카 리튼하우스 : 세레나 역
- 베스 도버 : 레슬리 역

### 조연
- 맷 맥고리 : 브렛 역